# Cobalttsumcorita
La cobalttsumcorita és un mineral de la classe dels fosfats, que pertany al grup de la tsumcorita. Rep el nom per la seva relació amb la tsumcorita.

## Característiques
La cobalttsumcorita és un arsenat de fórmula química PbCo₂(AsO₄)₂(H₂O)₂. Va ser aprovada com a espècie vàlida per l'Associació Mineralògica Internacional l'any 1999. Cristal·litza en el sistema monoclínic. La seva duresa a l'escala de Mohs és 4,5.
Segons la classificació de Nickel-Strunz, la cobalttsumcorita pertany a «08.CG - Fosfats sense anions addicionals, amb H₂O, amb cations de mida mitjana i gran, RO₄:H₂O = 1:1» juntament amb els següents minerals: cassidyita, col·linsita, fairfieldita, gaitita, messelita, parabrandtita, talmessita, hillita, brandtita, roselita, wendwilsonita, zincroselita, rruffita, ferrilotharmeyerita, lotharmeyerita, mawbyita, mounanaïta, thometzekita, tsumcorita, cobaltlotharmeyerita, cabalzarita, krettnichita, niquellotharmeyerita, manganlotharmeyerita, schneebergita, niquelschneebergita, gartrellita, helmutwinklerita, zincgartrel·lita, rappoldita, fosfogartrel·lita, lukrahnita, pottsita i niqueltalmessita.

## Formació i jaciments
Va ser descoberta al districte miner de Roter Berg, a la loclaitat de Zschorlau, dins el districte d'Erzgebirge (Saxònia, Alemanya). També ha estat descrita a la mina Rappold (Schneeberg, Saxònia), a la mina Tsumeb (Namíbia), i a la mina Torgal, a la localitat de São Luís (Beja, Portugal).